# Ernest Cole, photographe
Pour plus de détails, voir Fiche technique et Distribution.
Ernest Cole, photographe (Ernest Cole, Lost and Found) est un film documentaire franco-américain réalisé par Raoul Peck et sorti en 2024.
Il s'agit d'un portrait sur le photographe Ernest Cole (1940-1990), qui a montré les horreurs de l'apartheid.
Il est présenté en avant-première mondiale au Festival de Cannes 2024.

## Synopsis
Les photos d'Ernest Cole font connaitre l'horreur de l'apartheid en Afrique du Sud et à l'étranger, ce qui le pousse à fuir aux États-Unis. En 2017, 60 000 de ses négatifs sont retrouvés dans un coffre-fort de la banque suédoise SEB.

## Fiche technique
Sauf indication contraire, les informations mentionnées dans cette section peuvent être confirmées par les bases de données cinématographiques IMDb, Allociné et Unifrance,  présentes dans la section « Liens externes ».
- Titre original : Ernest Cole, Lost and Found
- Titre français : Ernest Cole, photographe
- Réalisation et scénario :  Raoul Peck
- Musique : Alexeï Aïgui
- Récitant :  LaKeith Stanfield
- Photographie : Wolfgang Held et Moses Tau
- Montage : Alexandra Strauss
- Production : Raoul Peck et Tamara Rosenberg
- Sociétés de production : Arte France Cinéma et Velvet Film (en)
- Sociétés de distribution : Magnolia Pictures (États-Unis) et Condor Distribution (France) ; Imagine Film Distribution (Belgique), Maison 4:3 (Québec)[2], Trigon Film (Suisse romande)
- Pays de production :  États-Unis /  France
- Langue originale : anglais
- Format : couleur
- Genre : documentaire
- Durée : 105 minutes[3]
- Dates de sortie :
  - France : 20 mai 2024 (Festival de Cannes) ; 25 décembre 2024 (sortie nationale)
  - États-Unis : 22 novembre 2024
  - Québec : 13 décembre 2024[2]
  - Belgique : 12 mars 2025[4]
  - Suisse romande : non annoncée[5]

## Production
En mai 2023, Raoul Peck est annoncé en tant que réalisateur d'un documentaire sur Ernest Cole, qui sera distribué par Magnolia Pictures pour les États-Unis. Ce film est produit en collaboration avec la succession Ernest Cole, et Raoul Peck aura accès à ses archives,.
En février 2024, la production annonce que Lakeith Stanfield prêterait sa voix à Ernest Cole. Pour la version française, le réalisateur, Raoul Peck, lui-même, prête sa voix au photographe :

« Pour Ernest Cole, je me suis rendu compte qu’il était plus cohérent que je la fasse moi même, plutôt que de coacher un acteur, que j’avais pourtant choisi. Quand on termine, c’est comme avoir fait des répétitions de théâtre, on connait chaque mot par coeur, chaque intonation. Pour la version anglaise, je n’ai pas eu ce problème, avec Lakeith Stanfield, qui est un acteur extraordinaire. Ça a été un travail très éprouvant, même si nous nous sommes très bien entendu. Par exemple, la scène de fin, quand Ernest Cole s’éteint, nous avons dû nous arrêter pendant une quinzaine de minutes, parce que les sons de pleurs que l’on entend sont les siens, il a vraiment pleuré à ce moment-là. Lakeith, comme Samuel L. Jackson dans I Am Not Your Negro, est un acteur de théâtre. Il comprend ce que c’est de rentrer dans la peau d’un personnage. Parce que, une fois que vous êtes sur les planches, vous êtes seul, le metteur en scène ne peut plus rien pour vous, vous devez savoir qui vous jouez et comment le jouer. Les américains parlent toujours de narrateur, mais je n’aime pas ça. Un narrateur est très clinique dans sa voix, il met le texte à distance. Je ne voulais surtout pas ça. Je voulais que l’acteur soit vraiment le personnage. »

— Raoul Peck

## Accueil

### Festival et sorties
Ernest Cole, photographe est projeté en avant-première mondiale, le 20 mai 2024, dans la section « Séances spéciales » du Festival de Cannes,.
Il sort le 22 novembre 2024 aux États-Unis.
En Québec, il sort le 13 décembre 2024, distribué par Maison 4:3. En France, le 25 décembre 2024 par Condor Distribution et en Belgique, le 12 mars 2025 par Imagine Film Distribution.

### Accueil critique
Sur le site Rotten Tomatoes, 20 des 21 critiques sont favorables et donnent au film une estimation moyenne de  7.1⁄10. Metacritic, en moyenne pondérée de 7 critiques, lui donne une note de 83 %, et commente « universal acclaim ».
Le journaliste Jean-Baptiste Morain des Inrockuptibles souligne « le documentaire admirable et déchirant » sur « sur un loser génial qui aurait dû connaître la gloire » et Laurent Rigoulet du Télérama, « un récit sensible et captivant ».

## Distinctions

### Récompenses
- Festival de Cannes 2024 : L'Œil d'or pour Raoul Peck[17]

### Nominations
- César 2025 : Meilleur film documentaire